# サンティー (護衛空母)
サンティー (USS Santee, CVE-29) は、アメリカ海軍の護衛空母。シマロン級給油艦から改装されたサンガモン級航空母艦の4番艦。艦名はサウスカロライナ州のサンティー川に因んで命名された。その名を持つ艦としては2隻目。

## 艦歴
最初は民間船「エッソ・シーケイ (Esso Seakay, MC hull 3) 」の船名でペンシルベニア州チェスターのサン造船所で1938年5月31日に起工し、1939年3月4日にチャールズ・クルツ夫人によって命名・進水した。海軍に取得されるまで、「エッソ・シーケイ」はスタンダード・オイル・オブ・ニュージャージーで運用され、石油の運搬でいくつかの新記録を上げていた。
1940年10月18日にアメリカ海軍によって取得され、艦隊給油艦 (AO-29) として1940年10月30日にウィリアム・G・B・ハッチ艦長の指揮下で就役した。
就役後、「サンティー」は大西洋で活動した。12月7日の真珠湾攻撃時にはニューファンドランドのアルゼンチア海軍基地へ油を運んでいた。「サンティー」の空母への改修は、1942年春にノーフォーク海軍造船所で開始された。

### 1942年
1942年8月24日に「サンティー」はACV-29（補助空母）としてウィリアム・D・サンプル艦長の指揮下で再就役した。就役後の訓練中も艤装作業が行われ、艦上では作業員が多数作業して甲板には多数の資材が積み上げられていた。9月8日に転換作業は名目上完了し、「サンティー」は第22任務部隊に合流した。最初の航空機は9月24日に着艦した。
調整の後、「サンティー」は10月25日にバミューダ諸島を出撃し、北アフリカ近海に向かった。その途中の10月30日、対潜哨戒のためカタパルトから発射されたSBD爆撃機が誤って325ポンド（約147キロ）対潜爆弾を飛行甲板上に落下させた。爆発は甲板状を転がった後海中に落下し、左舷艦首付近で爆発した。それにより測距儀とサーチライト台座が吹き飛ばされ、レーダーアンテナが破損した。このような被害にもかかわらず、「サンティー」は第34.2任務群とともに作戦を続けた。
11月7日、「サンティー」は駆逐艦「ロッドマン (USS Rodman, DD-456) 」「エモンズ (USS Emmons, DD-457) 」および機雷敷設艦「モナドノック (USS Monadnock, CM-9) 」とともに主力部隊から分離して、翌朝にフランス領モロッコのサフィ沖合いに到着。11月13日まで航空作戦を行った後、第34.2任務群に再合流してバミューダに向かった。その後、11月22日にバミューダを出発し、任務隊は2日後にハンプトン・ローズに帰投した。

### 1943年
入渠修理の後、「サンティー」は12月26日に駆逐艦「エバール (USS Eberle, DD-430) 」とともに出港し、1943年1月1日にトリニダード島ポートオブスペインに到着。2日後に駆逐艦「リヴァモア (USS Livermore, DD-429) 」を加えてブラジル方面に向かい、レシフェで便乗者を降ろした後、第23.1.6任務隊として南大西洋での対潜哨戒および敵船捜索を行った。第23.1.6任務隊は2月15日まで行動し、2月21日にレシフェに帰投。「サンティー」はしばしの休息をはさみ、3月2日に再度の捜索活動のため出撃していった。
2度目の活動は3月4日から開始。3月10日、「エバール」と軽巡洋艦「サバンナ (USS Savannah, CL-42) 」は、「サンティー」の航空機が発見したオランダ船と思しき貨物船を調査した。その船はドイツの封鎖突破船「Karin」であった。「エバール」が臨検班を揃えて乗船させようとしたその時、「Karin」は爆発して臨検班のうち8名が戦死した。3月15日、「サンティー」はノーフォーク港外に到着して、3月22日にハンプトン・ローズに帰投した。
6月13日、「サンティー」は駆逐艦「ベインブリッジ (USS Bainbridge, DD-246) 」「オヴァートン (USS Overton, DD-239) 」および「マクレイシュ (USS Macleish, DD-220) 」とともに東に向かい、7月3日にカサブランカに到着。4日後、「サンティー」はアメリカ本国行きの輸送船団を護衛してカサブランカを出港。この時の対潜哨戒では、潜水艦を発見することが出来なかったばかりか、1機のTBF雷撃機が中立国スペインに着陸し、パイロットが抑留された。7月12日、「サンティー」の任務群はアゾレス諸島南方海域で輸送船団から離れて、7月25日までUボート捜索を行った。期間中、2機のSBDが、7度にわたって浮上中のUボートに攻撃を仕掛けた。7月25日に25日に西行き輸送船団に合流し、8月6日にバージニア州沿岸部に到着。8月26日には「ベインブリッジ」および「グリーア (USS Greer, DD-145) 」とともに大西洋に引き返し、2日後にバミューダに到着した。
「サンティー」は、8月29日からバミューダからカサブランカ行きの輸送船団を護衛し、10月13日にハンプトン・ローズに帰投。10月25日に再びカサブランカへ向けて出港し、11月13日にバシン・デスピットに到着した。翌日、カサブランカを出港した「サンティー」は、カイロ会談とテヘラン会談を終えて帰国する大統領フランクリン・ルーズベルトが乗艦する戦艦「アイオワ (USS Iowa, BB-61) 」と合流し、数日間にわたって上空援護を提供した後、ビスケー湾に移動して11月末まで対潜哨戒任務に就いた。
12月1日から9日までの間は、「サンティー」は第21.1.1任務隊に加わって北大西洋で哨戒を行った。12月10日にノーフォーク海軍造船所に到着後、航空機を降ろして12月21日に出港し、戦艦「テキサス (USS Texas, BB-35) 」および数隻の駆逐艦とともに集団を成してニューヨークに向かった。次いで12月22日から28日にかけて、「サンティー」はスタテン島でP-38戦闘機を搭載し、12月29日出発の輸送船団に加わって北大西洋を渡り、1944年1月9日にグラスゴーに到着。同地でP-38を陸揚げした後、1月13日に出港。1月24日にノーフォークに到着した。

### 1944年
2月13日、サンティーは護衛駆逐艦「タトム (USS Tatum, DE-789) 」を伴ってノーフォークを出港し、2月18日から19日にかけてパナマ運河を通過し、2月28日にサンディエゴに到着した。ここで真珠湾に向かう300名ほどの海軍兵および海兵隊員、および航空機31機を乗せた。また、サンティーに配属されるF4F艦上戦闘機24機とTBFも積み込まれた。3月2日、「サンティー」はサンディエゴ湾を出港して真珠湾に向かい、3月9日に到着後、輸送物件を降ろした。
サンティーは他の同型艦「サンガモン (USS Sangamon, CVE-26) 」「スワニー (USS Suwannee, CVE-27) 」および「シェナンゴ (USS Chenango, CVE-28) 」がいた第22空母群 (CarDiv22) に加わり、3月15日に駆逐艦群とともに真珠湾を出撃。3月27日に第5艦隊（レイモンド・スプルーアンス大将）に合流し、パラオ攻撃支援のため西航した。第22空母群は4月4日にエスピリトゥサント島に帰投するまでの間、攻撃に弱い補給部隊の上空援護を担当した。「サンティー」は引き続きニューギニアの戦いに加わるため、4月7日から10日まで補給と整備を行った後、エスピリトゥサント島を出撃。4月13日にパーヴィス湾で第24空母群 (CarDiv24) および駆逐艦群と合同してニューギニア近海に向かった。第22空母群および第24空母群はニューギニア方面の日本軍航空基地に対して空襲を行い、100機以上を破壊したと判断された。4月24日、両空母群はマヌス島ゼーアドラー湾に向かい、翌4月25日に帰投した。「サンティー」と僚艦は食料と燃料を補給し、4月26日には再び出撃してホーランディア攻撃に向かった。
5月12日から6月1日までの間、「サンティー」は第21海兵航空群 (MAG 21) 宛てのF4U戦闘機66機、F6F艦上戦闘機15機および関係者を受け取りに行った。6月2日、第22空母群はクェゼリン環礁に向けて出港。同地を経由した後、8月4日に奪回したばかりのグアムに到着。第21海兵航空群の航空機はここで陸揚げされ、グアムを本拠地とする最初の航空隊となった。輸送任務を終えてマヌス島で再訓練に励んだ後、「サンティー」は9月10日に出撃し、マピア島近海で第77任務部隊に合流。モロタイ島の戦いでは、「サンティー」のTBFは日本軍拠点を爆撃した。1機を喪失したものの、「サンティー」は日本軍の攻撃には遭わなかった。10月1日、マヌス島に帰投した。

### レイテ沖海戦
10月12日、「サンティー」はレイテ島攻略部隊とともにゼーアドラー湾を出撃した。この作戦には「サンティー」を含めて18隻の護衛空母が参加して第77.4任務群を構成しており、司令官トーマス・L・スプレイグ少将は「サンガモン」を任務群総旗艦にしていた。任務群はさらに3つの部隊、第77.4.1任務隊（通称「タフィ1」。スプレイグ少将直卒）、第77.4.2任務隊（「タフィ2」。フェリックス・スタンプ少将）、第77.4.3任務隊（「タフィ3」。クリフトン・スプレイグ少将）に分けられていた。第77.4.1任務隊はサマール島南方海域、第77.4.2任務隊はレイテ湾口、第77.4.3任務隊はサマール島東方海上で、それぞれ哨戒と上陸部隊支援の任務を遂行していった。10月20日のレイテ島上陸作戦当日、任務群は日本機の空襲を受けたが、「サンティー」の対空砲火はそのうちの1機を撃墜し、他に「サンティー」の戦闘機が2機を撃墜した。
10月25日朝、第77.4.3任務隊は、夜のうちにサンベルナルジノ海峡を突破してきた栗田健男中将率いる日本の中央艦隊から攻撃を受けた。第77.4.1任務隊はこの危機を救うため攻撃隊を繰り出す事となった。「サンティー」は戦闘配置を令する事のないまま準備に取り掛かり、7時36分には190キロ離れた栗田艦隊に対してF4F8機とTBF5機を差し向けた。その直後、最初の神風特別攻撃隊である菊水隊、朝日隊および山桜隊が第77.4.1任務隊を雲間から発見し、そのうちの1機はただちに急降下で機銃掃射しつつ「サンティー」に向かって突進。後部エレベーター前方の飛行甲板を突き抜けて格納庫で爆発した。格納庫には、続く攻撃隊発進のため爆雷や爆弾が運び出されており、飛行甲板には燃料を搭載済みの航空機も残っていたが、幸運な事に、命中した神風の爆発で格納庫に火を撒き散らしたもののすぐに消火され、格納庫や飛行甲板に多大な損害を与えなかった。消火してわずか5分後、「サンティー」の右舷側で爆発があり右に6度傾いたものの、約2時間後の9時35分頃には復旧し、栗田艦隊への追加の攻撃隊を発進させることができた。
「サンティー」の航空機は10月18日から27日までの間に377回の出撃を行い、日本機31機を撃墜して5,100トン程度の弾薬船を撃沈したと判定された。「サンティー」は10月31日にゼーアドラー湾に帰投後、11月9日には出港してアメリカ本国に向かい、11月19日に真珠湾に寄港後、98名の海兵隊員を乗せて12月5日にロサンゼルスに到着。戦闘での損傷の修理とオーバーホールを行った。
なお、10月25日7時56分の「サンティー」右舷側での爆発について、アメリカ側資料では「北緯09度45分 東経126度20分 / 北緯9.750度 東経126.333度の地点で、伊56潜水艦の雷撃によって損傷した」としているが、日本側の記録では「伊56」は朝には攻撃しておらず、22時34分にタクロバンの125度315キロの地点で機動部隊に対して攻撃を行ったとある。この時間に、「サンティー」の僚艦である「ペトロフ・ベイ (USS Petrof Bay, CVE-80) 」に対して2本の魚雷が向かってきたが、魚雷は20ヤード離れた所を通過していき、護衛駆逐艦「クールバーグ (USS Coolbaugh, DE-217) 」が対潜攻撃を行って魚雷を発射してきた潜水艦を破壊したと判断している。時間に関する日米双方の記録がどちらも正しければ、「サンティー」に起こった爆発は「伊56」の雷撃によるものではなく、例えば金子敏夫は、この爆発の原因を「誘爆を恐れて海中に投棄した航空魚雷の爆発と考えられる」としている。

### 1945年
サンディエゴでの修理を終えた「サンティー」は、1945年1月31日に出港してハワイに向かい、2月8日に到着。3月7日にはウルシー環礁へ向けて出港した。途中、ミラード・ハーモン陸軍中将を乗せたまま消息を絶ったB-24の捜索に参加。3月19日にウルシー環礁に到着し、2日後にはレイテ湾に向かった。
3月27日、「サンティー」はレイテ湾を出撃し、「ドッグ」および「イージー」と呼称された輸送船団に上空援護を提供して沖縄戦の戦場に向かった。4月1日（復活祭の日曜日）の上陸作戦当日から4月8日での間、「サンティー」の航空機は上陸部隊に対する空中警戒にあたり、続いて先島諸島の日本軍航空基地を攻撃するイギリス太平洋艦隊の支援を行った。支援終了後は6月16日まで沖縄島および東シナ海上空の哨戒および九州への攻撃を担当した。
「サンティー」は6月19日にレイテ湾に帰投し、小規模な修理を受けた後、7月1日に出港。7月5日から14日までの間、沖縄西方の東シナ海で行われた掃海作戦を援護した。その最中の7月7日、着艦しようとした航空機がテールフックの故障により停止せず、前方で駐機中の航空機の群に突っ込んで破壊。火災が発生し、戦闘機4機と雷撃機2機が海中に投げ捨てられ、他の雷撃機6機が破損。そして、駐機中の航空機の中にいたパイロット1名が死亡した。「サンティー」は7月15日に任務隊から外れ、4日後にグアムアプラ港に到着。飛行甲板の修理を終えた後、8月5日にサイパン島に回航された。途中で飛行訓練に参加した「サンティー」は、8月9日にサイパン島に到着。8月13日に出港してレイテ島サンペドロ湾に向かったが、2日後に日本が降伏して戦争が終わった。「サンティー」は8月17日にサンペドロ湾に到着した。

### 第二次世界大戦後
9月4日、「サンティー」は朝鮮半島に進駐する連合軍部隊の護衛で出港したが、途中で台湾に収容されている連合軍捕虜を収容する命令を受けた。「サンティー」は護衛駆逐艦「クレッチマー (USS Kretchmer, DE-329) 」とともに台湾に向かい、155名のイギリス軍および英印軍士官を収容した。これらの捕虜は1942年のマレー作戦の際に捕虜となった者で、「サンティー」では彼らに医療品を施し、格納庫を居住区として提供した。翌日には、護衛駆逐艦「フィンチ (USS Finch, DE-328) 」と「ブリスター (USS Brister, DE-327) 」に救助された322名の軍人を収容した。この日に収容されたのは、バターン半島とコレヒドール島で降伏したアメリカ陸軍および海軍の士官30名および、ジャワ島で捕らえられたオランダ陸軍士官とオランダ商船の船員10名であった。9月9日、「サンティー」はマニラ湾に到着して477名の救助された捕虜を降ろした。
5日後、「サンティー」はマニラ湾を出発して中城湾に向かい、9月19日に到着したが、翌日には和歌浦湾に向けて出港した。9月22日に到着し、和歌山に進駐するアメリカ軍の空中援護を行った。10月3日に和歌浦湾を出港した「サンティー」は沖縄への道中、10月6日に、護衛空母に転換後の「サンティー」の初代艦長だったサンプル少将を乗せて行方不明になったPBM飛行艇の捜索を行った。10月20日、「サンティー」は中城湾に到着した。
10月23日、「サンティー」はマジック・カーペット作戦で375名の復員兵を乗せて真珠湾に向かい、11月4日に到着して復員兵を降ろした。翌日、18名の海兵隊員を乗せて西海岸に向かった。11月11日にサンディエゴに到着し、マジック・カーペット作戦の任務を続行して11月26日に出港してグアムとの間を往復した。
1946年2月27日、「サンティー」はサンディエゴを出港し、パナマ運河経由で3月25日にボストンに到着した。10月21日に予備役となり、1955年6月12日にCVHE-29（護衛ヘリ空母）へ艦種変更され、1959年3月1日に除籍された。その後、1959年12月5日にマスター・メタルズ社にスクラップとして売却された。
「サンティー」は第二次世界大戦の戦功で9個の従軍星章を受章した。